# Académie de médecine de New York
L'Académie de médecine de New York (en anglais : New York Academy of Medicine, ou NYAM) est une société savante américaine fondée en 1847 par des médecins de la ville de New York aux États-Unis. Depuis 1926, elle est située au no 1216 de la Cinquième Avenue, près de Central Park à Manhattan.

## Littérature
- (de) Wolfgang Kosack, Der medizinische Papyrus Edwin Smith : The New York Academy of Medicine, Inv. 217, Christoph Brunner, 2012 (ISBN 978-3-0330-3331-3)Nouvelle traduction des hiéroglyphes en allemand.